# Ляличи (усадьба)
Ляличи — архитектурный комплекс бывшей усадьбы П. В. Завадовского в деревне Ляличи Брянской области, выдающийся памятник русского зодчества и садово-паркового искусства эпохи классицизма. Состоит из руинированного дворца (1770-е гг.), руин парка и церкви Св. Екатерины (1793—1799).

## Основание
Усадьба была основана в 1775 году в имении фаворита Екатерины II графа П. В. Завадовского, при котором также носила название «Екатеринодар». Архитектором как дворца, так и церкви выступил Джакомо Кваренги, один из мастеров классицизма. На проект палладианского дворца явно повлияли поиски Чарльза Камерона, проектировавшего и обустраивавшего в те годы Павловский дворец.

## История деградации и разрушения
Усадьба приходила в упадок начиная со смерти П. В. Завадовского в 1812 году. Многократная смена владельцев привела к началу XX века к утрате большинства садово-парковых построек, убранства интерьеров. В начале XX века Ф. Ф. Горностаев произвёл и опубликовал довольно подробные обмеры и фотографии. В 1913 году журнал «Старые годы» писал:

Назрел вопрос огромной важности о спасении погибающего чудного дворца гр. Завадовского в Ляличах, построенного по плану Кваренги в 1775 году <…> О теперешнем состоянии дворца был сделан в Обществе защиты доклад А. Я. Белобородова, командированного Академией художеств для изучения ещё уцелевшей старины <…> Полная реставрация — мечта далёкого будущего, но сохранение этого уцелевшего настоятельно необходимо. К счастью, дворец только разрушался, но не переделывался. Но разрушение это не поддаётся описанию… Детали варварски уничтожались и уничтожаются. Надо всё-таки удивляться, как много их уцелело…

После 1917 года дворцовые помещения остались фактически бесхозными. В условиях Гражданской войны и послевоенного восстановления не нашлось ни одной заинтересованной в использовании всего здания организации. К середине 1930-х годов процесс разрушения дворца приобрёл необратимый характер.
В настоящее время из многочисленных строений усадьбы сохранились в руинированном состоянии дом-дворец с галереями и флигелями. Частично сохранны стены нижнего этажа здания с колоннами дворового портика, небольшая часть ограды и пилоны въездных ворот, один из корпусов оранжерей, переделанный в конюшню.
Парк, площадь которого достигала 150 га, во многих местах вырублен и сильно запущен.